# 酒井忠解
酒井 忠解（さかい ただとき）は、江戸時代前期の大名。出羽大山藩初代藩主。庄内藩初代藩主・酒井忠勝の七男。

## 生涯
寛永20年（1643年）、酒井忠勝の七男として生まれる。正保4年（1647年）、父・忠勝が没するとその遺領の内[大山三ヶ村・大山郷八ヶ村・大山十二ヶ村]都合1万石を分与され、大山藩を形成する。忠解は城主各を許されていなかったため、武藤氏以来の大浦城のあった城山(太平山・現大山公園)ではなく麓に陣屋を建て、藩政を取り仕切った。
万治2年（1659年）、従五位下・備中守に叙任される。寛文4年(1664年)7月、数え22歳の時に大山に初めて国入りをする。この前後に大山から藤島に抜ける備中街道を開削する。
寛文5年（1665年）、平戸藩主松浦重信の娘と婚約する。寛文8年（1668年）11月、夫婦生活を得ぬまま、鷹狩り中に腸チフスにより急逝した。12月大山迎町南昌院(現曹洞宗宝昌寺)南野畑にて御空葬執行する。法華宗道林寺に葬られる。道林院殿前備州太守覚英日慈大居士　享年26。
子女がなかったため、翌寛文9年（1669年）に大山藩は廃藩となり、代官の管轄地となり松平清三郎が初代大山代官を務める。